# Saint-Beaulize
 Saint-Beaulize  (en occitano Sent Baulise) es una población y comuna francesa, situada en la región de Mediodía-Pirineos, departamento de Aveyron, en el distrito de Millau y cantón de Cornus.

## Demografía
| 112 | 93 | 104 | 93 | 86 | 95 |
| Para los censos de 1962 a 1999 la población legal corresponde a la población sin duplicidades (Fuente: INSEE [Consultar]) |    |     |    |    |    |